# Blago Zadro

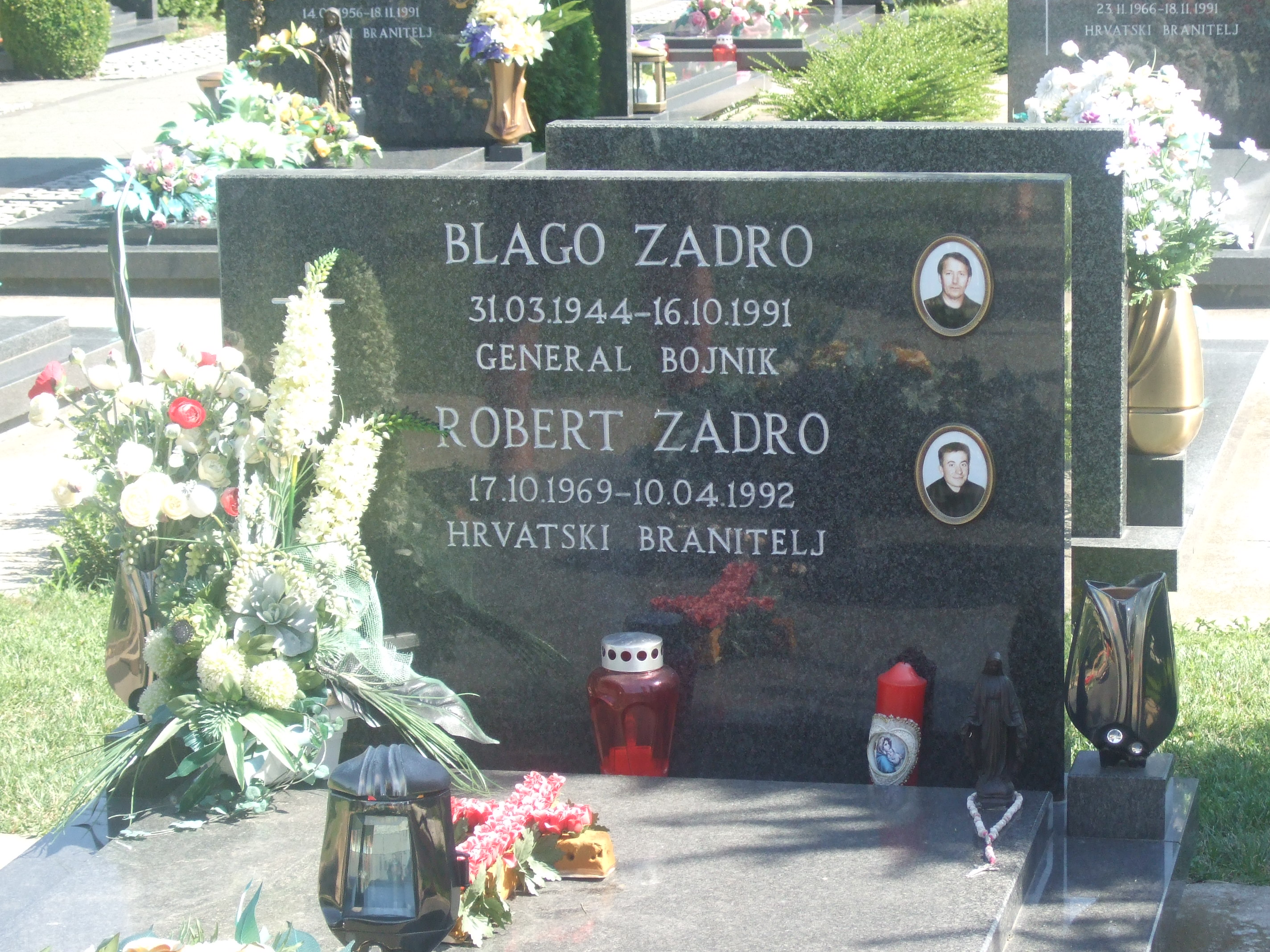
Mormântul lui Blago și Robert Zadro

Blago Zadro (31 martie 1944 – 16 octombrie 1991) a fost comandantul corpului de nord al forțelor croate de apărare din Vukovar (Croația), în timpul Războiului Croat de Independență. A fost ucis într-un atac al forțelor sârbe, în cartierul industrial Borovo Naselje.

## Vukovar
Zadro s-a născut în satul Donji Mamići - Ledinac, municipalitatea Grude, în Herțegovina, iar familia sa s-a mutat în Borovo Naselje în 1954, unde el a absolvit școala și liceul, apoi s-a angajat la uzina „Borovo” din localitate.
S-a căsătorit cu Katica, cu care a avut trei băieți, Robert, Tomislav și Josip.
A devenit activ în politică în perioada primelor alegeri democratice din Croația, în 1990, și a fost ales vicepreședintele Uniunii Democrate Croate (HDZ) din Vukovar, apoi președintele districtului municipal „Bratstvo i Jedinstvo”. Când a început războiul, Zadro s-a înrolat în forțele armate croate.

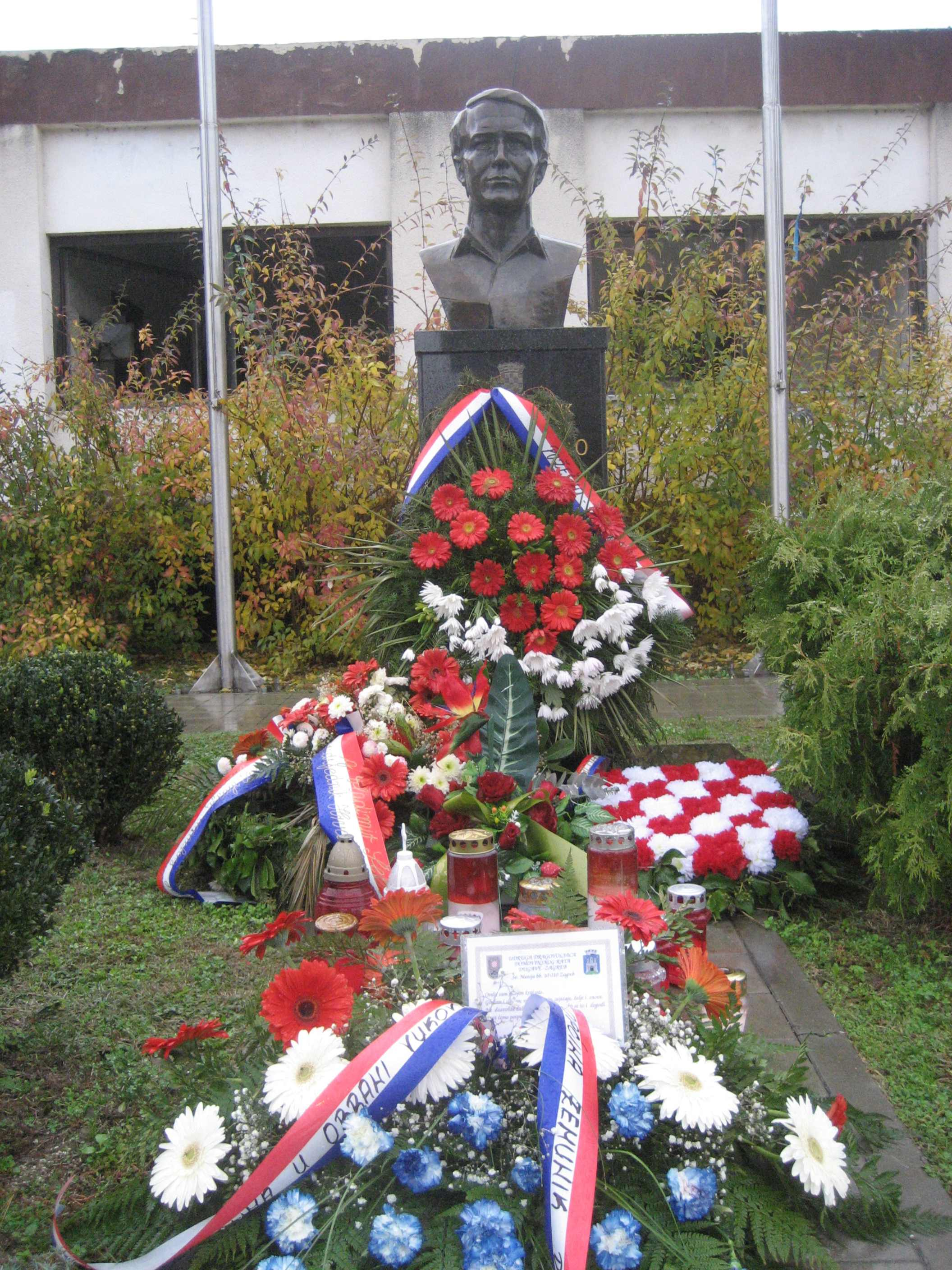
Memorialul Blago Zadro din Vukovar, Strada Trpinjska

A fost comandantul Batalionului al 3-lea din cadrul Brigăzii 204 (Vukovar) al armatei croate în timpul sângerosului asediu al Vukovarului, unde a condus cu curaj apărarea împotriva Armatei Populare Iugoslave (Jugoslovenska Narodna Armija – JNA) și a forțelor sârbe locale. Brigada lui Zadro a fost desemnată să apere Borovo Naselje și artera vitală Trpinjska Cesta (Bulevardul Trpinja), o stradă conducând direct în Vukovar. Datorită importanței sale, bulevardul era ținta principală a unităților de tancuri ale JNA care atacau orașul și a devenit cunoscută drept „Cimitirul tancurilor”, datorită acțiunilor formațiunilor lansatoare de rachete anti-tanc ale lui Zadro, „Furnicile Galbene” și „Plutonul turbo”, care au respins mai multe atacuri. Cel mai notabil incident s-a petrecut pe 18 septembrie, când un întreg batalion, alcătuit din aproximativ 60 de tancuri și blindate, a fost prins în ambuscadă și distrus pe Trpinjska Cesta.
Zadro a fost ucis de forțele sârbe pe 16 septembrie. Trupul său a fost inițial recuperat și îngropat de unitatea sa. Totuși, când forțele sârbe au capturat orașul, trupul său a fost dezgropat și a rămas dispărut până în vara anului 1998, când a fost exhumat, împreună cu trupurile altor 937 de victime, dintr-o groapă comună din Borovo Naselje. Blago Zadro a fost înmormântat cu onoruri pe Aleja hrvatskih branitelja (Aleea Apărătorilor Croației) din noul cimitir din Vukovar, pe 16 octombrie 1998.
După moartea lui, a fost avansat post-mortem la gradul de general-maior. Doi din fiii săi au luptat împreună cu el în Vukovar; cel mai mare, Robert, a dispărut ulterior în luptă, în apropiere de Kupres, Bosnia și Herțegovina.
Vladimir Šeks, președintele Parlamentului Croației (Sabor), a declarat că „fără eroi precum Blago Zadro, nu ar exista o Croație liberă”. La comemorarea morții sale, desfășurată în fiecare an în Vukovar, participă întotdeauna mulți demnitari și foști camarazi. Strada principală din Borovo Naselje și o școală militară din Zagreb au primit numele lui. De asemenea, o stradă din Grude îi poartă numele, iar în satul natal, Donji Mamići, în memoria lui a fost ridicat un monument.
Povestea lui Blago și a apărătorilor Vukovarului este subiectul unui  film internațional de lungmetraj.